# Grijstandboegsprietmot
De grijstandboegsprietmot (Eulamprotes immaculatella) is een vlinder uit de familie tastermotten (Gelechiidae). De wetenschappelijke naam is voor het eerst geldig gepubliceerd in 1850 door Douglas.
De soort komt voor in Europa.